# 指原の乱
『指原の乱』（さしはらのらん）は、テレビ東京（関東ローカル）で2013年10月9日から2014年3月26日まで放送されていたバラエティ番組である。女性アイドルグループ・HKT48に所属する指原莉乃の冠番組。

## 概要
指原莉乃が多くの大人を巻き込み翻弄しながら様々な企画を立案・挑戦していく番組である。指原個人の冠番組としては、2011年1月11日 - 9月27日に放送された『さしこのくせに〜この番組はAKBとは全く関係ありません〜』（TBS）以来、約2年ぶりの冠番組であり、2013年6月に開催された「AKB48 32ndシングル選抜総選挙」にて第1位を取ってからは初、テレビ東京系でも個人としては初の冠番組となる。指原が出演したドラマ『ミューズの鏡』でタッグを組んだ、福田雄一が本番組の構成・演出を手掛け、出演者としても名を連ねる。
番組開始時の題字「指原の乱」は、指原自身が書いた。乱という名から、番組中に足軽兵が「ふきだし」で、コーナーのまとめ・これから行う企画・訪問先・面会人など簡潔に事前・事後説明が入る。
指原が考案したゆるキャラ「炎上ちゃん」「消化くん」が第22回放送分より、足軽兵に変わって番組キャラクターとして登場した。ただし、握手会でファンから「クビにしないで」と言われたり視聴者からも好評だったという事で、足軽兵の出演は継続させていく。
撮影は、番組製作会社の会議室、移動車の中、訪問先のオフィスなどを使用しており、指原もHKT48の衣装ではなく、私服風の衣装を着用している。
番組内で、挿入歌やBGM、オープニングまたはエンディングとしてHKT48並びにAKB48グループ、指原のソロ曲などが使用されることはない。
企画協力者と交渉する際、相手を呼ぶのではなく指原と福田が相手側に赴くのが基本であり、どこで交渉するかは赴いた先でなければ解らないため、訪問先のオフィスだったり、事前に待ち合わせを取り付けた喫茶店などを利用しているが、移動中に相手との交渉有無を確認したり、場合によっては先に訪問した協力者が連絡をして会ってくれる事もある。
指原と福田曰く、「面白いトーク」を意識しているが、2人のみでのトークは「使えない」黒いトークになってしまい、8割がカットされたり、放送されても早送りされ、視聴者には解らないようにしている。スタッフの間でも「使う・使わない」という論争が起きている。
企画内容によって、それらに関わるお金の話になる事が非常に多く、福田曰く「不浄なお金の流れを暴いていく番組」。
最終回にて、第18回放送分の視聴率が0.1%を記録するなど、視聴率が悪いこともさることながら、次クール（2014年4月期）から、福田が自身が監督するテレビドラマ、カメラマンが「月9」、イーストのディレクターがフジテレビ日曜21時台の番組と、それぞれ別の仕事を担当するため多忙となることが番組終了の主な理由であることが福田により明かされた。
2017年12月26日発売のHKT48の1stアルバム『092』に収録されている短編映画DVD『東映 presents HKT48×48人の映画監督たち』の作品の一つとして『指原の乱 冬の陣』が製作・発売された。

## 出演者
- 指原莉乃（HKT48）
- 福田雄一

## AKB48グループからのゲスト出演
※所属グループおよび所属チームは出演当時
- AKB48
  - チームB：大家志津香（17 ・ 18）、小嶋陽菜（11 ・ 12）
- NMB48
  - チームN：渡辺美優紀（AKB48チームB兼任、8 ・ 9・12）
- HKT48
  - 矢吹奈子（21[注 5]）

## 立案企画による出演者
- 青木宏行（1 - 5、8 ・ 9、11 ・ 12） - 光文社・エンターテインメント編集部編集長
- 桑島智輝（2 - 5） - カメラマン
- 阿比留一彦（3） - 「指原の乱」番組プロデューサー
- 阿部秀司（6 - 7） - 映画プロデューサー
- 山田雅子（7） - 映画プロデューサー
- 山崎貴（7 ・ 8） - 映画監督
- 谷口晴紀（11 ・ 12） - 講談社。小嶋陽菜ファーストフォトブック「こじはる」製作担当。
- 毛利忍（11 ・ 12） - 日本テレビ制作局プロデューサー。「AKBINGO!」演出兼プロデューサー。
- 木村康宏（13 ・ 14） - ラーメン店専門コンサルタント
- 白根誠（13 ・ 14） - 蒙古タンメン中本東池袋・二代目店主
- 辻田雄大（14、 19） - めん穂二代目つじ田・味噌の章店主・「さしはらーめん」担当
- ムロツヨシ（15 - 17） - 俳優
- KoKoRo（16） - マジシャン、マジックバー「CUORE」経営者
- 一之瀬水希（16） - 「占いのお部屋 AQUARY渋谷店」 占い師
- 山田孝之（17） - 俳優
- 勝矢（17） - 俳優
- 中村倫也（17） - 俳優
- Bro.TOM（17） - 歌手・タレント
- シソンヌ - お笑いコンビ
  - じろう（17 ・ 18）
  - 長谷川忍（17 ・ 18、23）
- 川久保拓司（18） - 俳優
- 伊豆将行（20） - KIDDY LAND原宿店 統括マネージャー
- 山本達也（20 ・ 21） - 電通マーケティングデザインセンター・テレビ東京キャラクター「ナナナ」担当
- キタイシンイチロウ（21） - DEVIL ROBOTS代表取締役アートディレクター
- 西山琴浩（21） - DEVIL ROBOTS経理契約担当・「トーフ親子」他担当
- 野村知代（22） - 不動産総合プロデュース・メソッド株式会社
- 黒田健（23） - 株式会社うちナビ
- 寺内綾乃（23） - 株式会社オークハウス・広報担当
- 佐藤武（23） - 東京スタイルCC

## DVD
- 発売元は「指原の乱」製作委員会、販売元は東宝

| リリース日    | タイトル                    | 品番       | 販売形態 | 封入特典         | 収録内容                                                                               |
| ------------- | --------------------------- | ---------- | -------- | ---------------- | -------------------------------------------------------------------------------------- |
| 2014年7月23日 | 指原の乱 Vol.1 DVD（2枚組） | TDV-24294D | DVD2枚   | 炎上ちゃんシール | 収録分数120分 映像特典「幻の企画『シソンヌじろう宅に押しかけサバイバルゲーム!!』前編」 |
| 2014年9月3日  | 指原の乱 Vol.2 DVD（2枚組） | TDV-24295D | DVD2枚   | 足軽シール       | 収録分数120分 映像特典「幻の企画『シソンヌじろう宅に押しかけサバイバルゲーム!!』後編」 |

## スタッフ
- 企画：秋元康
- スーパーバイザー：窪田康志
- 構成・演出：福田雄一
- CAM：大野勝之
- AUD：西森公二（BULL）
- 音効：土門典彰
- CG：渡部佳宣
- 編集：江崎賢
- MA：高橋昭雄
- 協力：フジ・メディア・テクノロジー、ヌーベルバーグ
- AP：持田雄平、小林有衣子
- ディレクター：中野貴博、天野雄太
- プロデューサー：阿比留一彦、佐久間大介、武藤大司、波多野健
- 制作：電通、イースト・エンタテインメント
- 製作著作：「指原の乱」製作委員会